# Philip Deignan
Philip Deignan (født 7. september 1983) er en tidligere irsk professionel cykelrytter.